# ヒメクマヤナギ

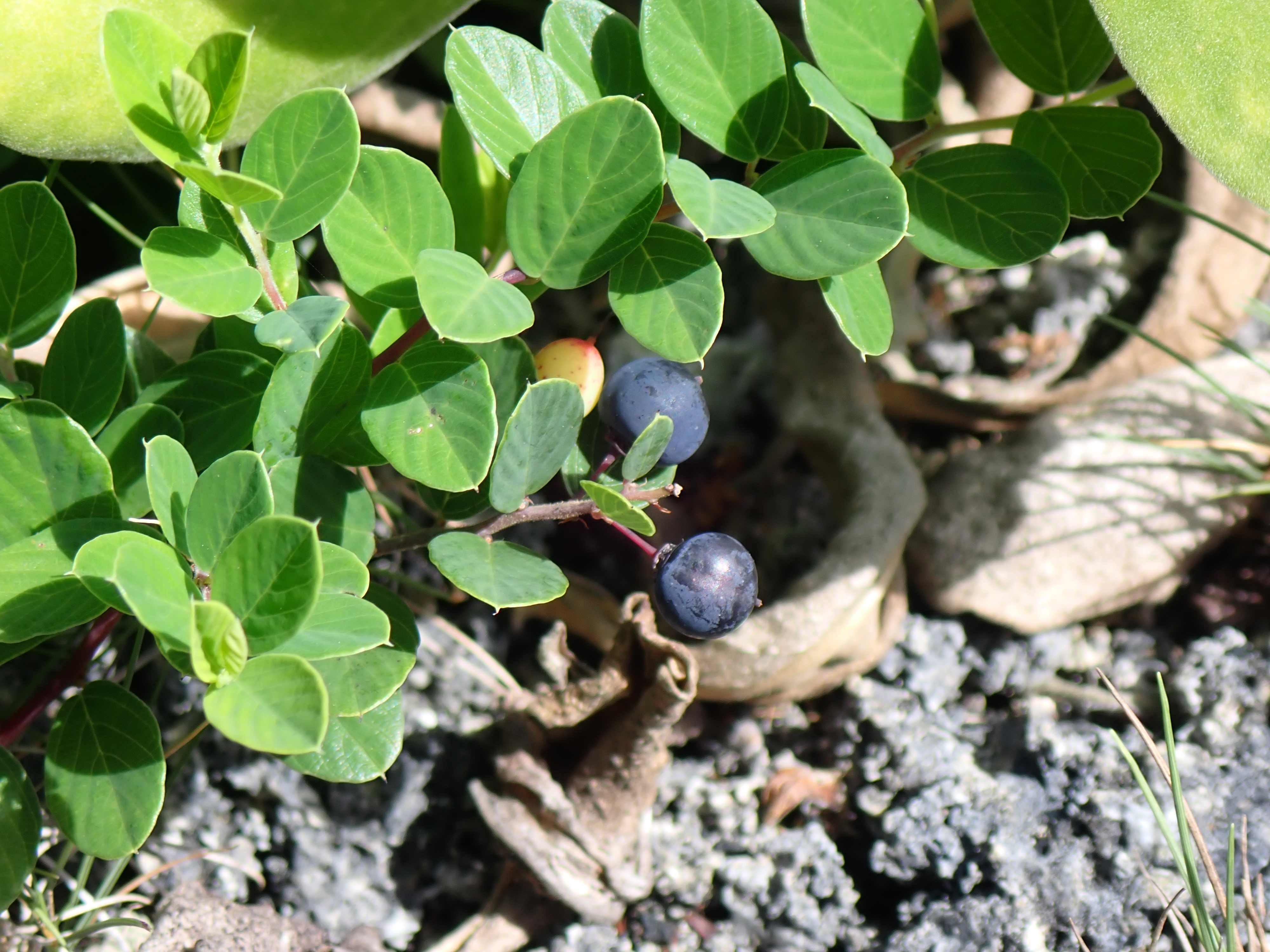
ヒメクマヤナギの果実
（沖縄県宮古島市伊良部島）

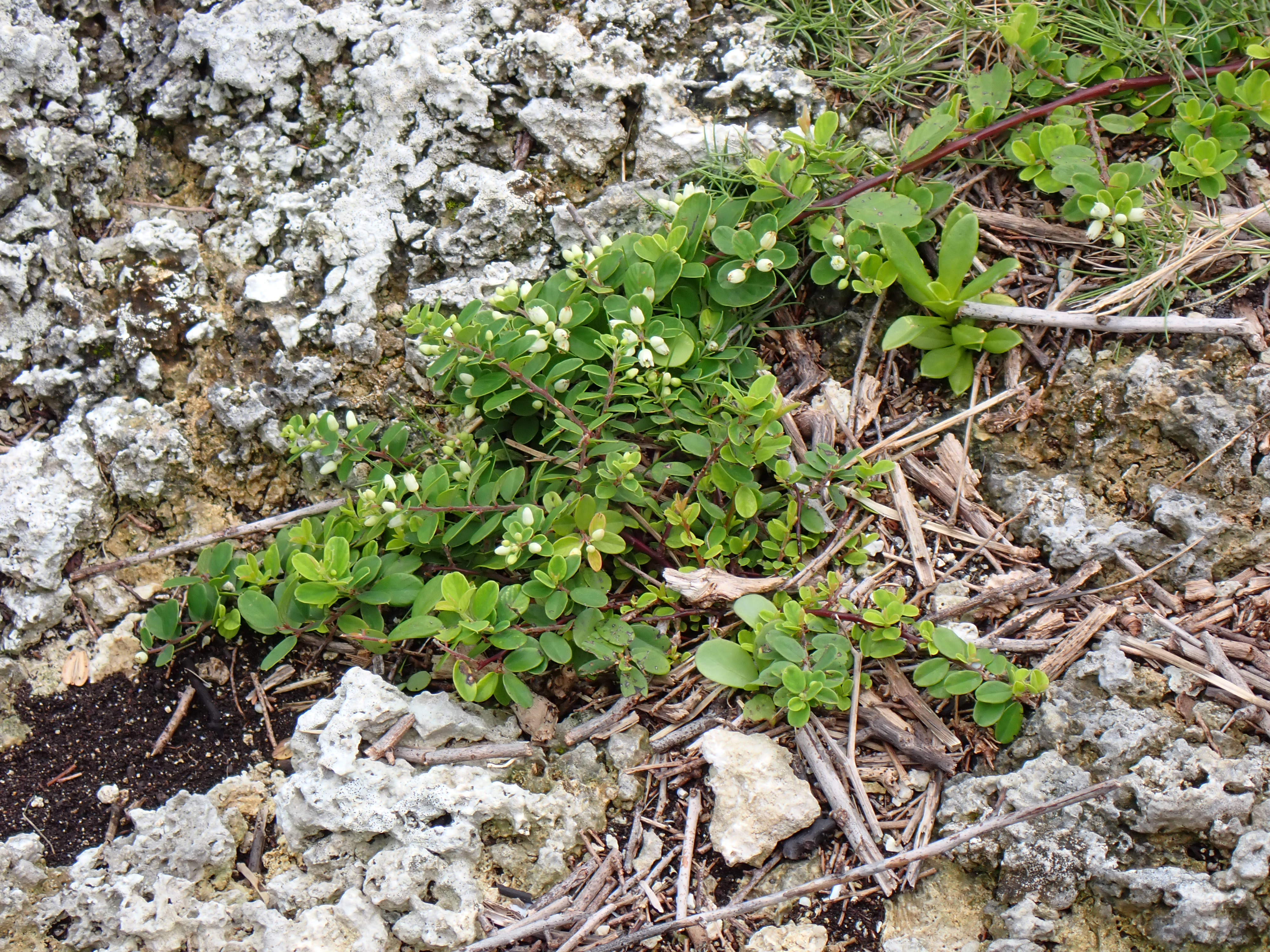
ヒメクマヤナギ
（沖縄県中頭郡読谷村渡具知）

ヒメクマヤナギ（姫熊柳、学名：Berchemia lineata）はクロウメモドキ科クマヤナギ属の半つる性常緑低木。

## 特徴、利用
高さ0.2–2 m。茎は基部から多く分枝し、這うか斜上して長く伸び繁茂する。枝は細いが木化する。和名のようにクマヤナギを小さくしたような葉が互生する。葉柄の長さは約2 mm、葉身は全縁の楕円形で長さ7–25 mm、葉先は丸いかやや凹む。葉表は並行に並ぶ4–6対の側脈が目立つ。葉裏は灰白色。花は白色で長さ5 mmほど、葉腋から短い散形花序や頂生の総状花序を出し、春から秋にかけて開花。萼片は5個で長さ2–3 mm。花弁はそれより短く目立たないため、萼が花弁のように見える。雄蕊は5個で萼片より長い。実は直径約5 mm、ブルーベリーに似た形状で、夏から冬にかけて赤～黒紫色に熟し、甘酸っぱく食べられる。実が鳥に食べられて種子が散布される。同様の環境に生育する同科クロイゲ属のクロイゲやニシキギ科のハリツルマサキに似るが、これらの葉縁には鋸歯があり、花の形状も異なる。

## 分布と生育環境
奄美大島以南の南西諸島にやや普通に産する。国外では台湾、中国南部、インドネシア、インド。海岸〜石灰岩地の岩場や日当たりの良い原野、草地に生育。